# Batalha de Wertingen
A Batalha de Wertingen foi uma batalha que teve lugar a 8 de Outubro de 1805, as forças imperiais francesas lideradas pelos marechais Joachim Murat e Jean Lannes atacaram um pequeno corpo austríaco comandado pelo marechal de campo Franz Xaver von Auffenberg. Esta ação, a primeira batalha da Campanha de Ulm, resultou em uma clara vitória francesa. Wertingen fica a 28 quilômetros (17 milhas) a noroeste de Augsburgo. O combate foi travado durante a Guerra da Terceira Coalizão, parte das Guerras Napoleônicas.

## Plano de fundo
O imperador Napoleão Bonaparte havia lançado seu Grande Exército de 200 mil homens através do Reno. Essa enorme manobra girou para o sul e cruzou o rio Danúbio a leste (ou seja, atrás) da concentração do general Karl Freiherr Mack von Leiberich em Ulm. Sem saber da força que se abatia sobre ele, Mack permaneceu no lugar enquanto a corporação de Napoleão se espalhava ao sul pelo Danúbio, cortando suas linhas de comunicação com Viena.

## Forças
A guarda avançada de Murat incluía as divisões de cavalaria pesada do General da Divisão Louis Klein (16 esquadrões do 1º, 14º, 20º e 26º Regimentos de Dragões) e o General da Divisão Marc Antoine de Beaumont (18 sqdns. Do 4º, 5º, 8º, 9º , 12º e 16º Dragões), mais a brigada de cavalaria leve do General da Brigada Antoine Lasalle (8 sqdns. Dos 9º e 10º Hussardos), um total de 42 esquadrões. Estes foram apoiados por oito batalhões da divisão Granadeiro do General da Divisão Nicolas Oudinot e três batalhões do 28º Regimento de Infantaria Ligeira.
O comando de Auffenberg incluía 26 batalhões, 20 esquadrões de cavalaria e 24 canhões. A divisão de Feldmarschall-Leutnant Maximilien de Baillet incluía os Regimentos de Infantaria Kaunitz Nr. 20, Arquiduque Ludwig Nr. 8, Franjo Jelačić Nr. 62, uma brigada de quatro batalhões de granadeiros, Cuirassier Regiment Albert Nr. 3 e Chevau-léger Regiment Rosenberg Nr. 6. Feldmarschall-Leutnant Príncipe Friedrich Franz Xaver da divisão de Hohenzollern-Hechingen era composta pelos Regimentos de Infantaria Spork Nr. 25, Wurttemberg Nr. 38, Reuss-Greitz Nr. 55, Stuart Nr. 18, Regimento de Hussardos Palatine Nr. 12 e Chevau-léger Regiment Latour Nr. 4.

## Batalha
Aparentemente porque suas tropas foram surpreendidas, Auffenberg parece ter trazido apenas nove batalhões e um esquadrão, cerca de 5,5 mil homens, em ação. Existem contas conflitantes. Um historiador fala sobre batalhões individuais sendo destruídos pela cavalaria ou cercados e forçados a se render. Outro escritor diz que os granadeiros austríacos se formaram em um quadrado enorme que resistiu às cargas de cavalaria até que os franceses trouxeram os granadeiros de Oudinot.
As perdas francesas são declaradas como 319 mortos e feridos. Os austríacos sofreram 400 mortos e feridos, além de 2,9 mil homens e 6 canhões capturados. Um historiador diz que 2 mil austríacos foram capturados. Separados de Viena, os austríacos recuaram para o oeste em direção à sua base em Ulm.

## Comentário
Um historiador observa: "Não está claro por que... Mack enviou esta pequena força para uma posição tão isolada." Ele acrescentou: "Sua reorganização contínua das tropas no campo de batalha semeou confusão e desmoralização".